# Temple de Bacus
El temple de Bacus fou un dels temples romans més importants dedicats al déu del vi Bacus, l'equivalent romà al déu grec Dionís. Estava situat a l'antiga ciutat romana de Heliòpolis, ara Baalbek, a 86 quilòmetres a l'est de Beirut, al Líban. El temple és un dels majors i millor conservats del món, superant fins i tot al Partenó d'Atenes, i la seva decoració es va utilitzar com a model en l'arquitectura neoclàssica.
El temple és reconegut per les seves enormes dimensions, la acurada decoració en pedra i la porta monumental d'accés amb figures que representen a Bacus. L'escultura decorativa mostra entre d'altres temes diverses imatges de lleons i toros, motius simbòlicament associats a les dues deïtats.
El 1984, el «complex de Baalbek» va ser declarat Patrimoni de la Humanitat per la UNESCO, inclòs el temple de Bacus.

## Història
Els orígens de Baalbek es remunten a un santuari fenici dedicat a Baal, el déu de la tempesta que era venerat a l'indret. Posteriorment, assiris, perses, grecs i romans van construir els seus temples en aquest complex sagrat. A partir de l'època dels selèucides es va anomenar Heliòpolis o Ciutat del Sol, i passà a ser colònia romana des de l'època d'August.
El temple va ser encomanat per l'emperador romà Antoní Pius entre els segles II i III. La identitat de l'arquitecte que el va dissenyar es desconeguda, encara que es considera que es va construir entre els anys 150 i 250. Està situat al sud del pati d'accés al complex de Baalbek, enfront del gran temple de Júpiter-Baal. La zona dels temples va ser dedicada a la Tríada heliopolitana: Júpiter, Mercuri i Venus.
Algunes monedes romanes de l'època representaven la imatge d'aquest santuari al costat del temple de Júpiter.

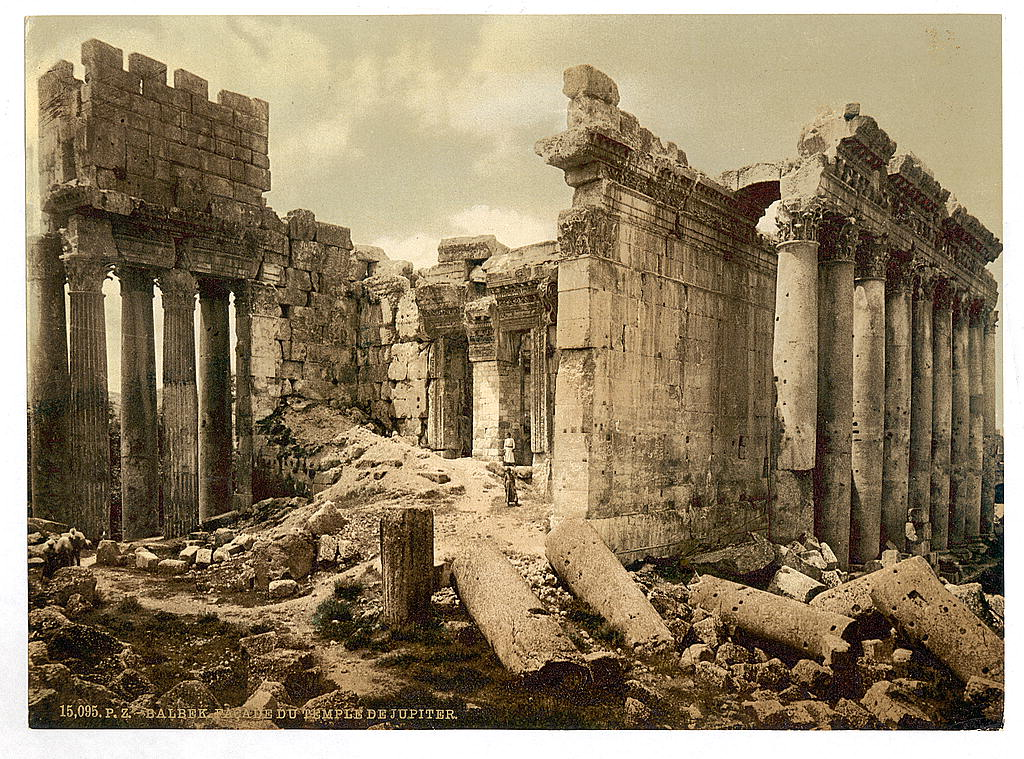
Vista del temple (entre 1890 i 1900)

La zona va patir diversos terratrèmols, els més devastadors els dels anys 1158, 1203 i 1667, i especialment el de 1759, que va deixar la ciutat en ruïnes. A mesura que l'àrea es deteriorava pel pas del temps, el temple de Bacus quedava protegit per les restes dels altres edificis, circumstància que va contribuir al seu bon estat de conservació. En això també va influir el fet de formar part de la fortificació medieval de Baalbek. De fet, encara es conserva una torre quadrada al sud-est de l'edifici, que ocupa una part de les escales d'accés, així com uns barracons a la zona sud-oest. Aquesta torre era la residència del governador local durant l'època dels mamelucs, el segle xv. Les primeres excavacions a la zona es van iniciar cap el 1900.

## Arquitectura

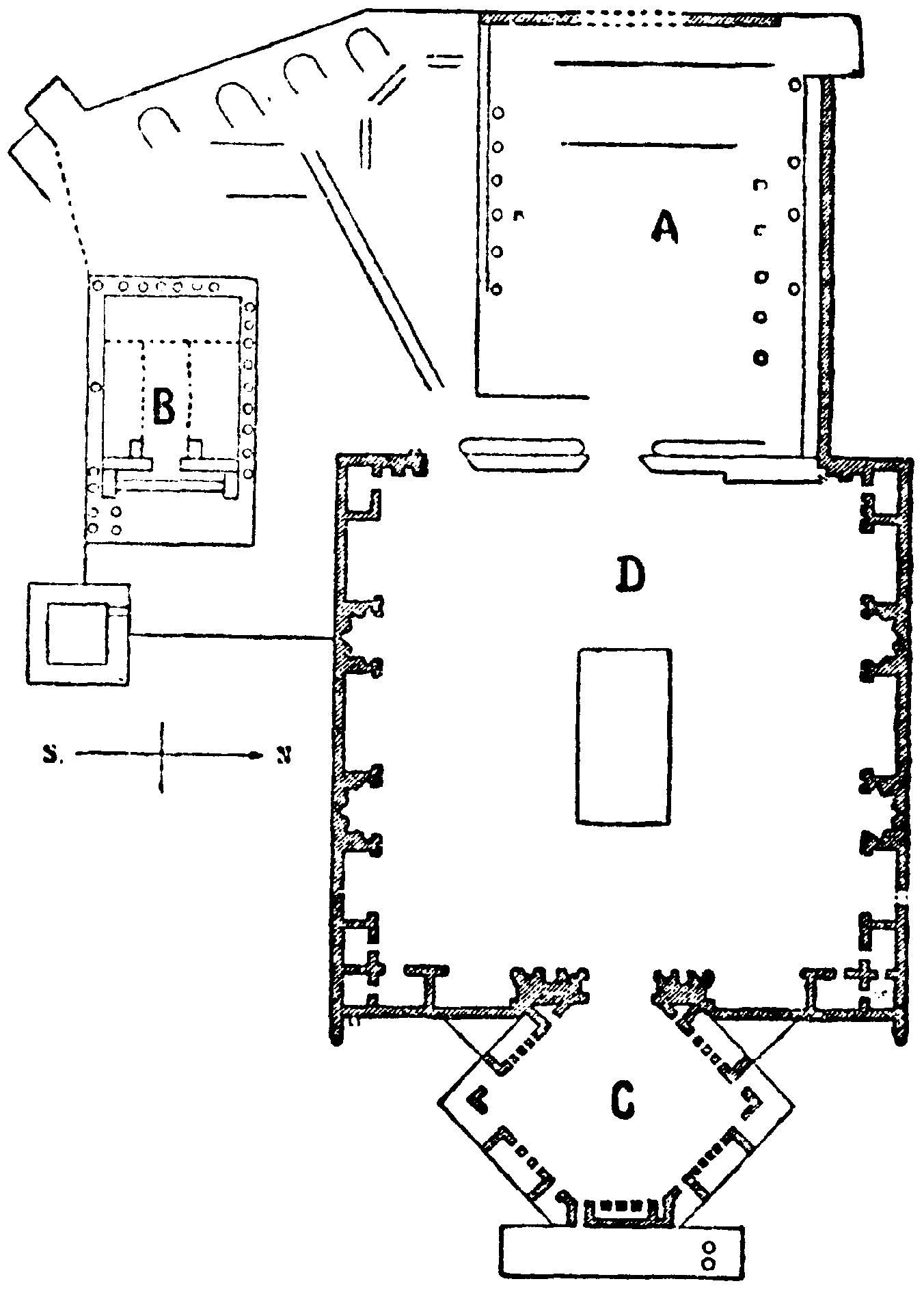
Esquema planimètric del complex de Baalbek.
A: temple de Júpiter; B: temple de Bacus; C: Pati hexagonal; D: Gran pati.

El temple de Bacus és lleugerament més petit que el veí temple de Júpiter, amb unes dimensions de 66 metres de longitud, 35 d'amplària i 31 d'altura. L'edifici, perípter octàstil,està envoltat per quaranta-dues columnes d'estil corinti de gairebé 20 metres d'altura, vuit a cada front i quinze a cada flanc. Els fusts són llisos, sense canals, i dinou d'elles encara es mantenen en la seva posició vertical original. Probablement van ser erigides sense tallar i posteriorment es van arrodonir, polir i decorar a la seva ubicació definitiva. Aquestes columnes, de dinou metres d'altura, sostenen un entaulament acuradament esculpit amb pròtoms de toros i lleons.

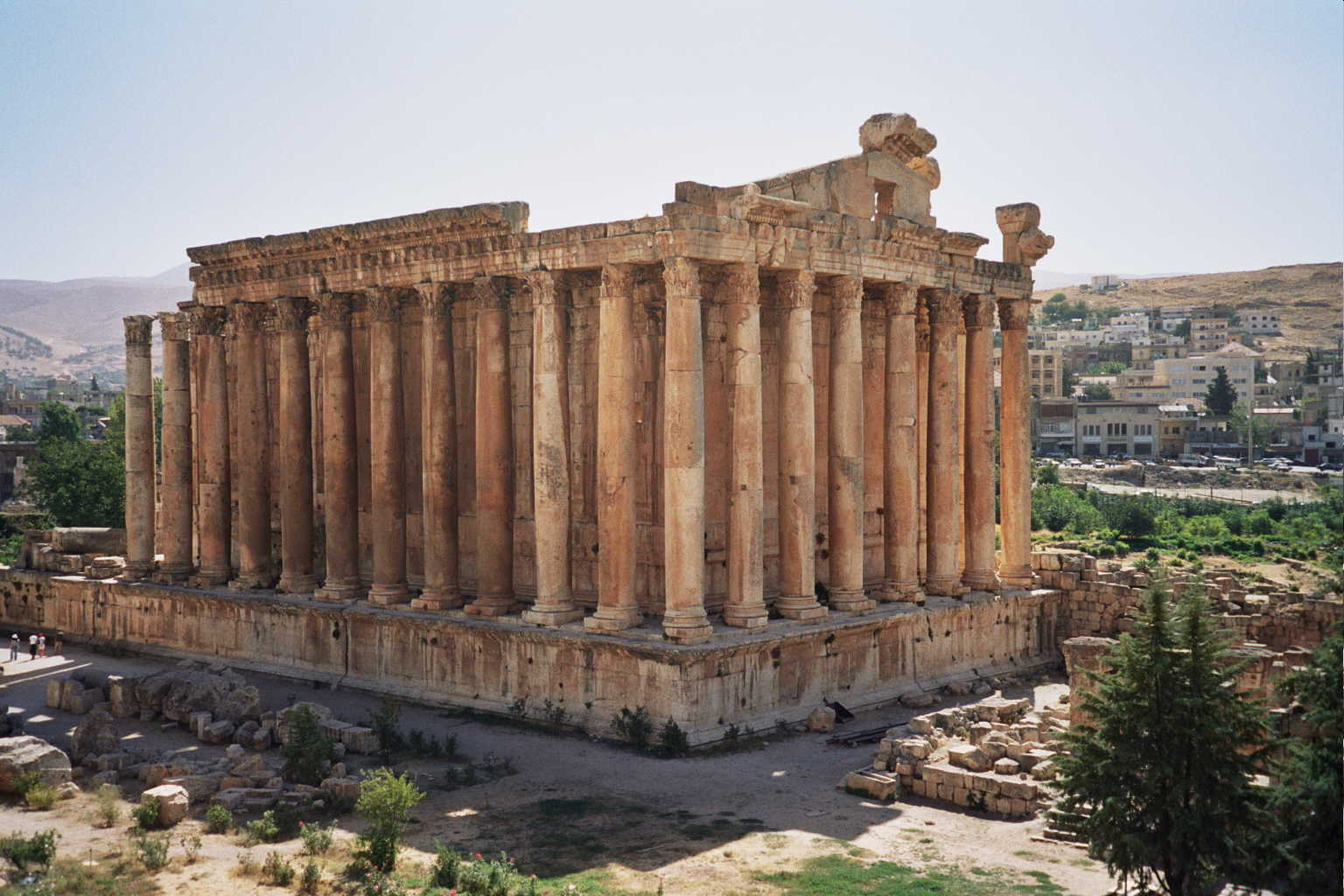
Vista general del temple

L'edifici està elevat sobre un podi de cinc metres d'altura. Una escalinata de 33 escalons porta a l'interior del temple, format per tres habitacles successius: el prónaos, la cel·la o nau i l'àditon o santuari interior. La cel·la té una longitud de 30 metres i els murs interiors tenen adossades semicolumnes corínties acanalades. Entre elles hi ha dos nivells de nínxols, un d'inferior i un altre superior, que allotjaven diverses escultures i als que s'accedia per una escala. Les fornícules inferiors estan coronades per frontons arquejats i les superiors tenen frontons triangulars. L'àditon, d'11 metres de longitud, està elevat per una plataforma que s'aixeca dos metres sobre el nivell del podi, a la que s'accedeix per una escalinata de 13 graons. En aquest santuari, segons alguns autors dedicat a Bacus, s'allotjaria l'estàtua del déu i en la cripta situada en la part inferior es guardarien els atuells per al culte. Així mateix, es realitzarien ofrenes en el seu honor en l'altar principal o en el soterrani, com els èxtasis dionisíacs a través del vi, l'opi i el sexe.
L'entrada, d'onze metres d'alçada i sis d'amplària, estava flanquejada per dues portes més petites que conduïen a unes habitacions situades en el segon pis. L'accés es va conservar fins al segle xvi, però els terratrèmols soferts a l'Orient Pròxim el 1759 van fer lliscar la clau de la llinda un metre de la seva posició original. Per fixar-la, es va aixecar una columna irregular de maçoneria en la dècada de 1860 o 1870. Els terratrèmols també van danyar la zona del sofit, que va quedar totalment cobert per una columna.

## Decoració escultòrica
El temple estava decorat amb baixos relleus i escultures, considerats entre els més destacats de l'antiguitat clàssica. Els ampits de la cel·la, molt deteriorats, estan decorats amb mènades dansant, bacants i escenes del naixement i la vida de Bacus. L'entrada és considerada com un model en l'art romà de l'època. Estava adornada amb motius de raïms i vinyes, perles entrellaçades amb grillons i fulles de parra, copes i àmfores de vi. En el peristil nord, entre el mur exterior i la columnata perimetral, s'aprecien en el sostre les figures de diverses dones amb corona, que representaven a les ciutats que van finançar la construcció del temple.
En la llinda de l'entrada hi havia una representació d'una àguila (símbol de Júpiter) que sostenia el bastó d'un missatger (símbol de Mercuri), entre dos cupidells (símbol de Venus), una al·lusió a la Tríada heliopolitana.
En un dels murs es poden reconèixer dues inscripcions pertanyents a l'emperador Guillem II de Prússia, que va visitar el santuari el 1898 i el seu homònim turc, el sultà Abdul Hamid II.

## Galeria

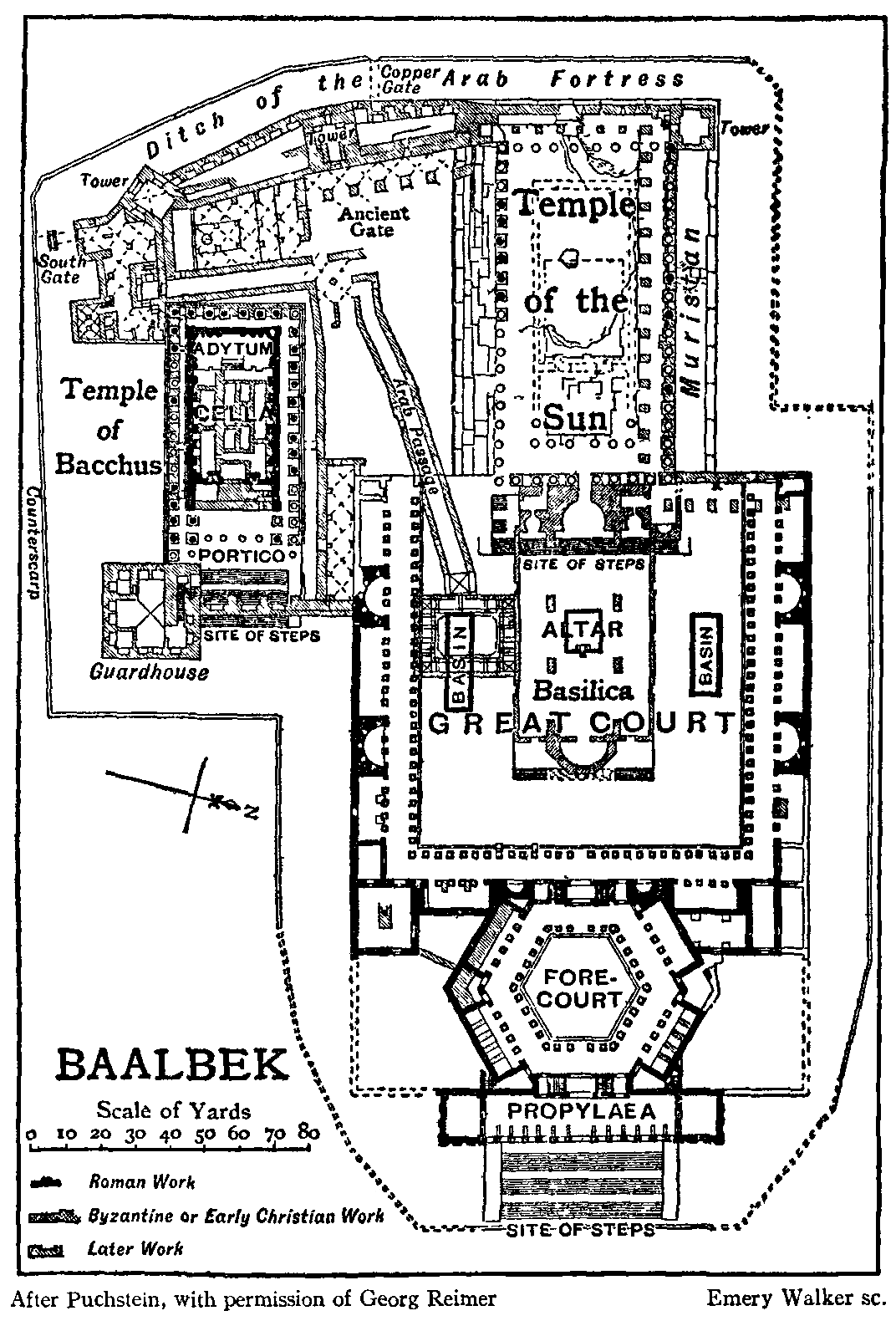
Plànol de 1911 de les ruïnes de Baalbek després de les excavacions d'Otto Puchstein.
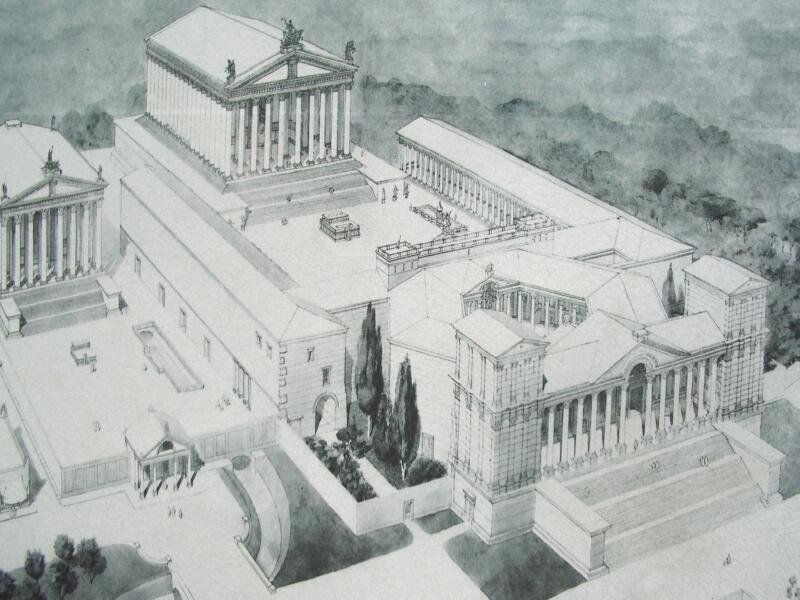
Reconstrucció del complex dels temples de Baalbek; a l'esquerra, el temple de Bacus.
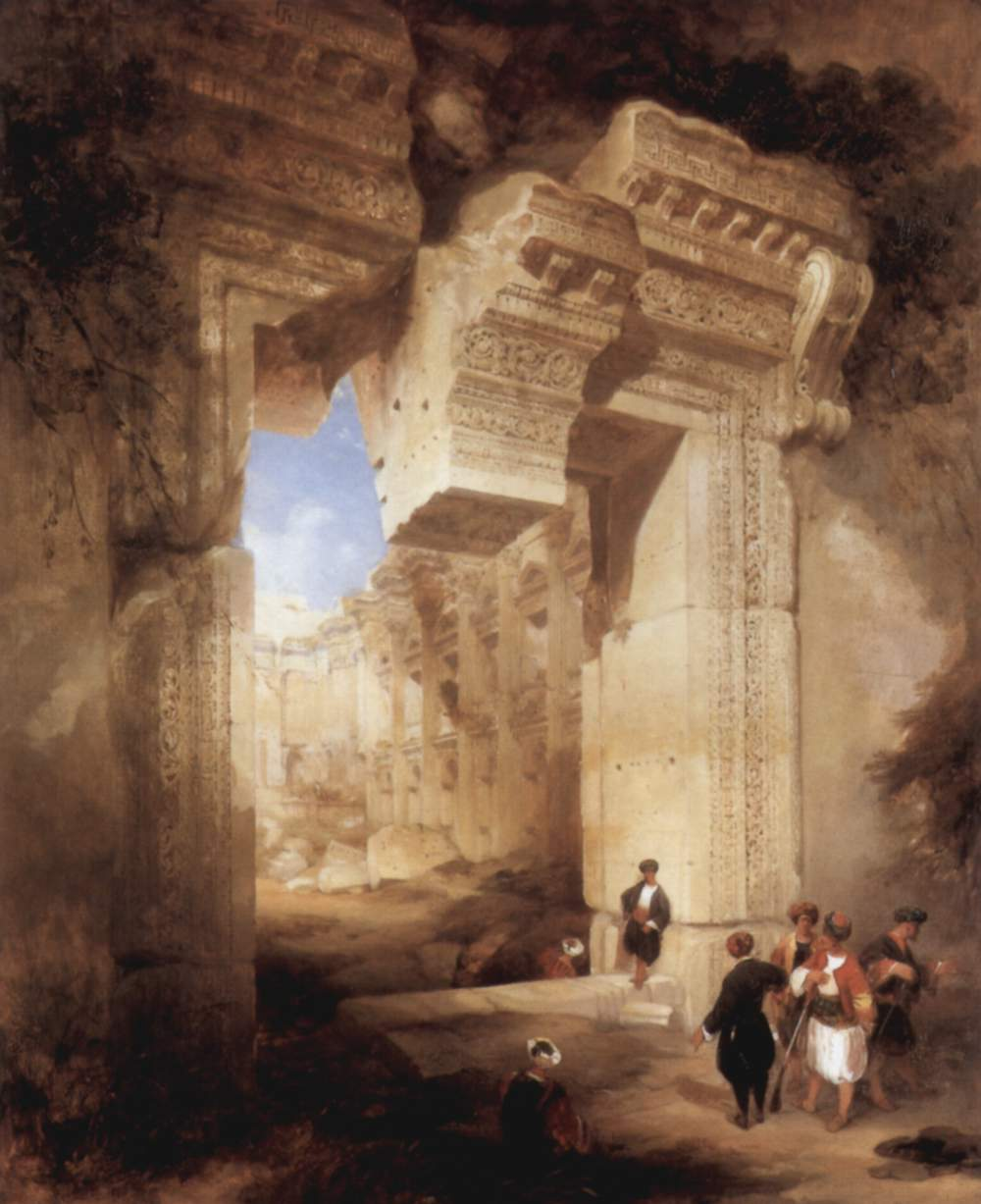
Entrada al temple del Sol. David Roberts, oli sobre taula, 1841. Royal Academy of Arts, Londres.
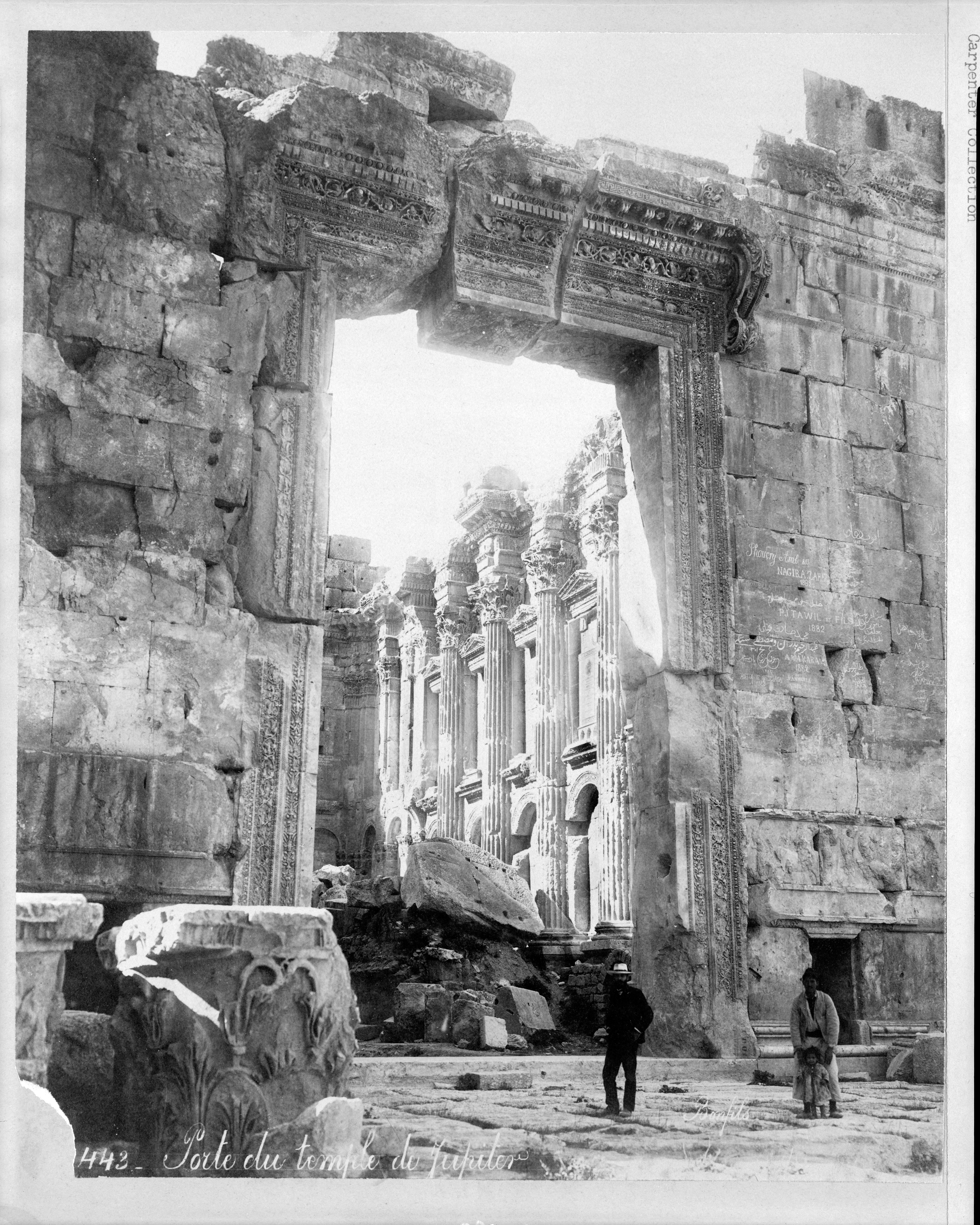
Entrada oriental al temple de Bacus, identificada erròniament en francès com a «porta del temple de Júpiter».
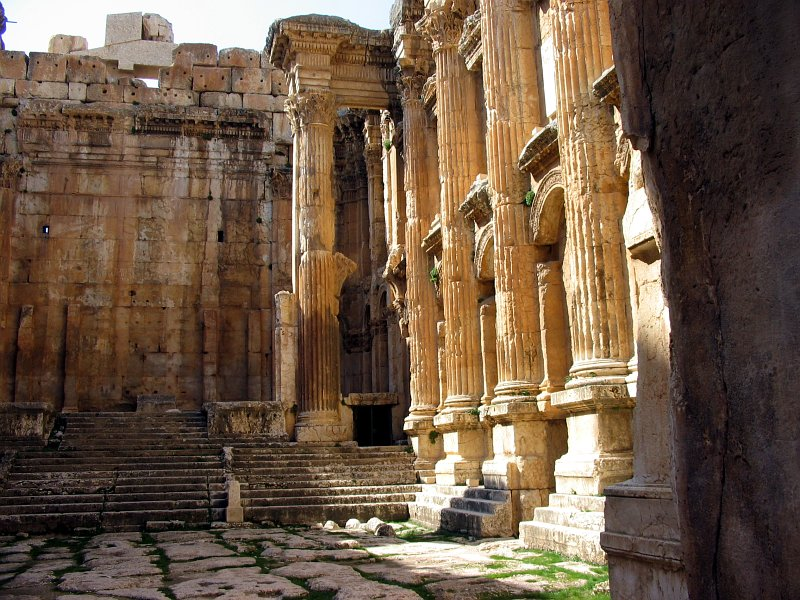
Vista de l'interior de la cel·la.
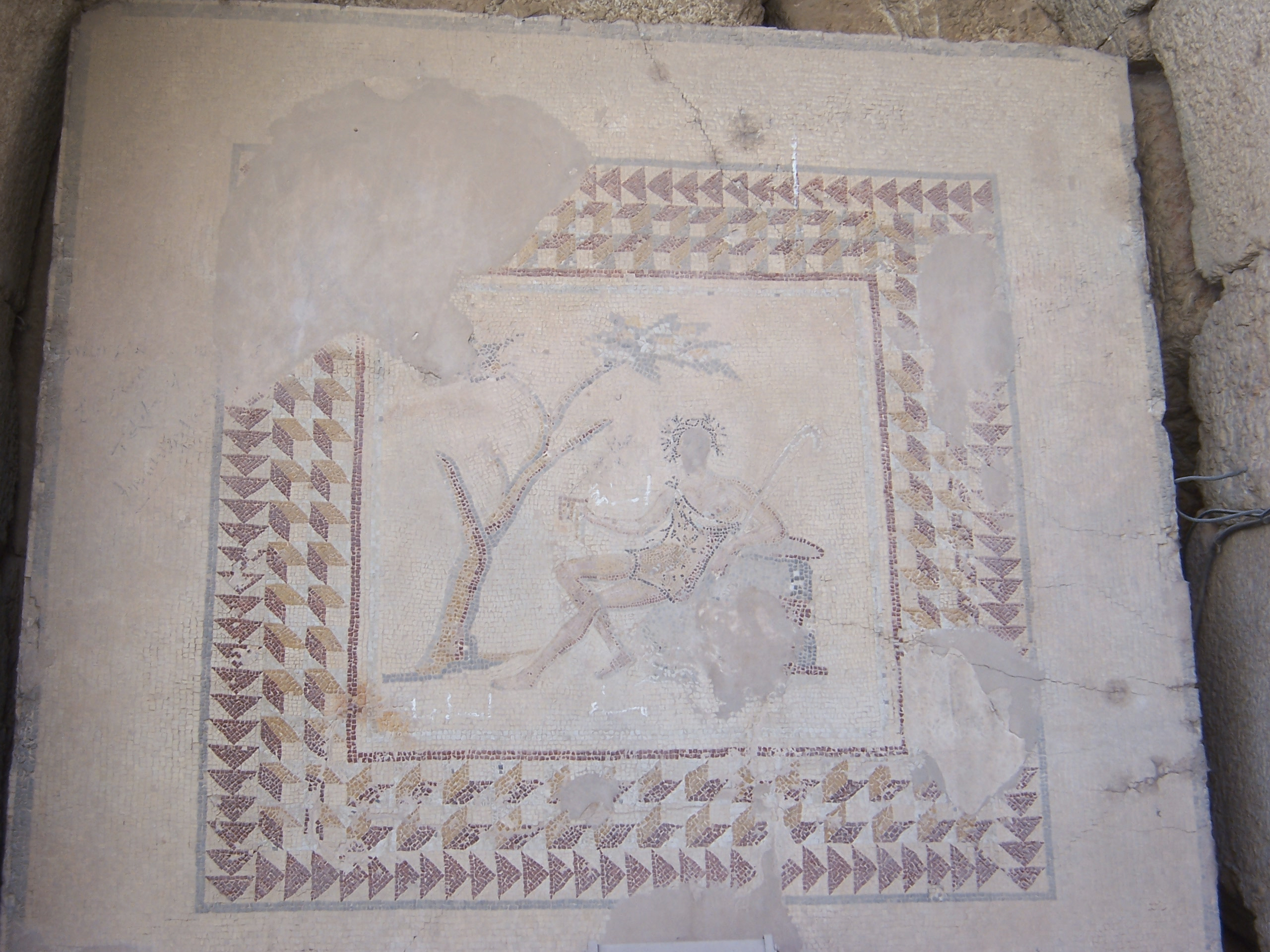
Mosaic que representa al déu Bacus, trobat en el temple.
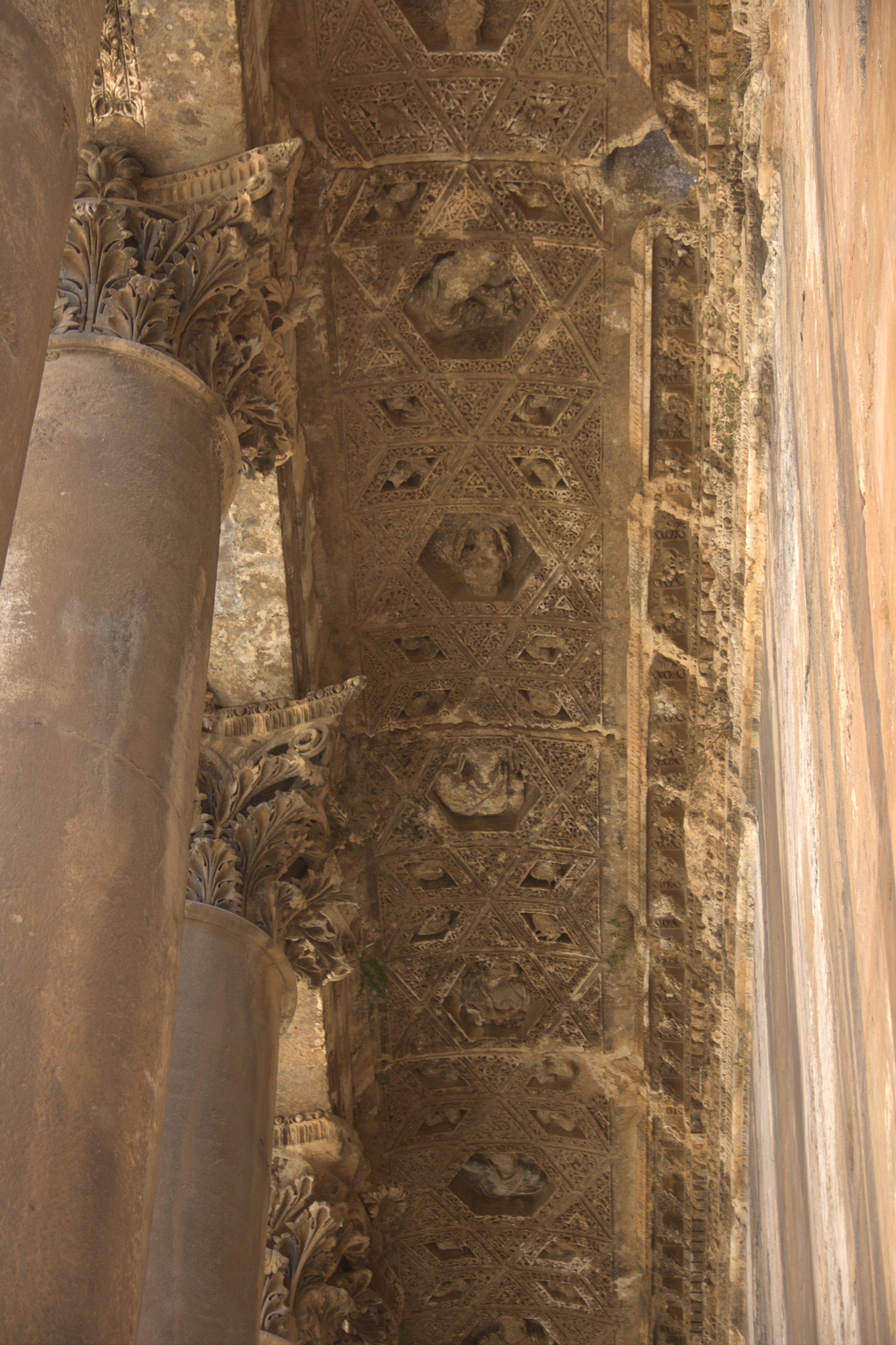
Detall de la cara inferior del sostre.
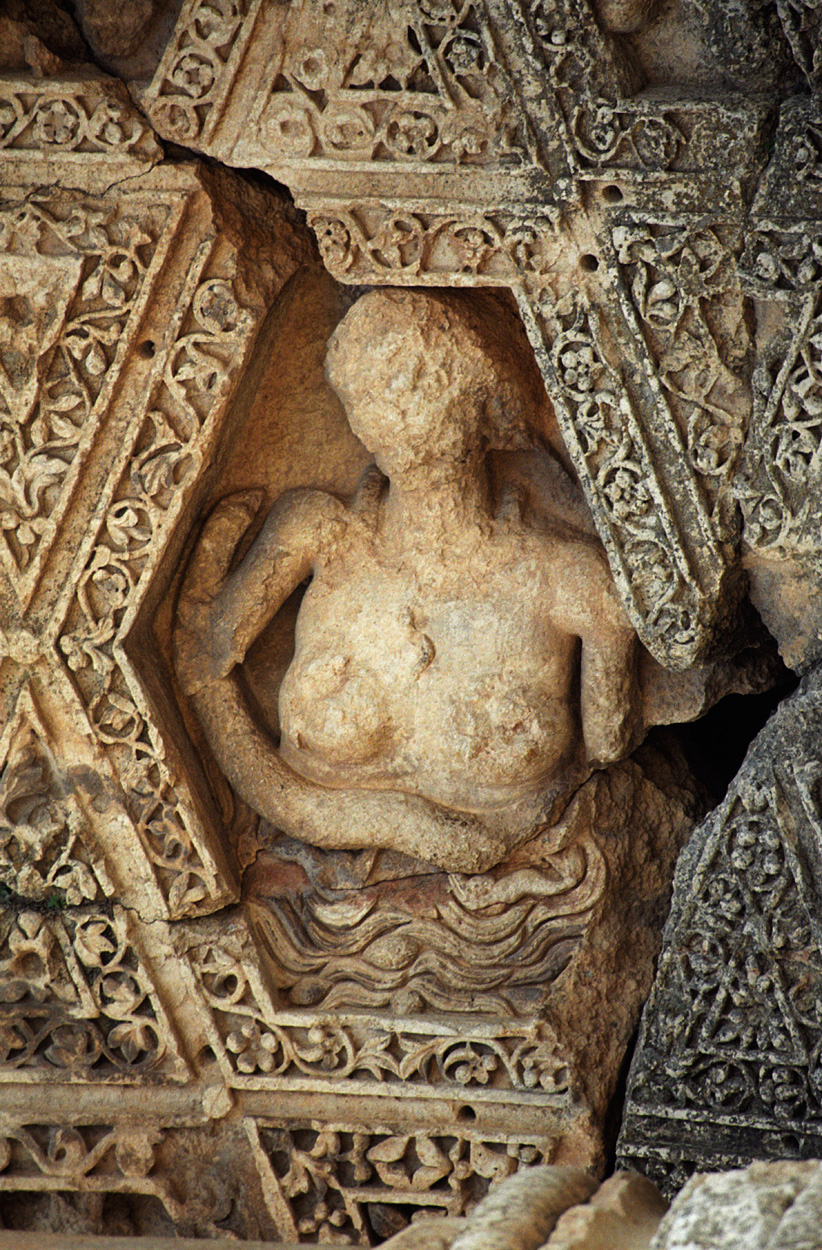
Escultura femenina que representa a una de les ciutats fundadores del temple de Bacus.